# John Smythe
Pour les articles homonymes, voir Smythe.
John Smythe est un joueur de hockey sur gazon canadien évoluant au poste de défenseur / milieu de terrain au Vancouver Hawks et avec l'équipe nationale canadienne.

## Biographie
- Naissance le 31 août 1989 à Vancouver dans la province de Colombie-Britannique.
- Frère cadet de Iain Smythe, également international de hockey sur gazon canadien.

## Carrière
Il a été appelé en équipe nationale première en 2021 pour concourir aux Jeux olympiques d'été à Tokyo, au Japon,.

## Palmarès
- : 2e à la Coupe d'Amérique en 2017
- : 2e aux Jeux panaméricains en 2019